# 約翰·丁格爾
小约翰·大卫·丁格尔（英語：John David Dingell, Jr.，1926年7月8日—2019年2月7日）为美国民主党籍政治人物，于1955年至2015年间担任来自密歇根州的联邦众议员。丁格尔在美国国会担任众议员长达59年之久，是迄今为止美国任职时间最长的国会议员。作为众议院能源和商业委员会的长期会员，丁格尔于1981年至1995年间以及2007年至2009年间担任该委员会主席。
丁格尔出生于科罗拉多州科罗拉多斯普林斯，就读于乔治城大学，并于该校获得了学士学位和法律博士学位。丁格尔在其父亲死后的1955年12月13日接任其职，开始了他超过59年的国会议员生涯，直至2015年1月3日离任。而在此之前其父亲担任国会议员的时间长达22年。丁格尔与杰米·惠滕和約瑟夫·格爾尼·加農在担任议员期间皆经历了11位总统的任期，在所有众议员中并列第一。丁格尔在1995年至2015年间担任联邦众议员院长，是在任时间最长的院长。他还曾担任密歇根州国会代表团团长。丁格尔与德克萨斯州的拉尔夫·霍尔是美国国会最后的二战老兵，此二者皆于2015年卸任。在担任国会议员期间，丁格尔保护了其选区内重要的汽车工业，并通过了《社会保障法修正案》、《1965年水质法案》、《1972年清洁水法案》、《1973年濒危物种法案》、《1990年清洁空气法案》以及《患者保护与平价医疗法案》等诸多法案。当然他最著名的政绩还是对《1964年民权法案》所做出的贡献。
约翰·丁格尔于2014年2月24日宣布不再连任，随后他的妻子在同年11月4日成功击败共和党籍的对手特里·鲍曼顺利接替其职。为表彰他的贡献，奥巴马总统于2014年授予其总统自由勋章。

## 延伸阅读
- Barone, Michael. . 1975–2013.
- Dingell, John D. with David Bender. . 2018.
- . . Detroit: Gale. 2002. Gale Document Number: GALE|K1650002705.